# Politický systém Turecka
Turecká republika (oficiálním názvem Türkiye Cumhuriyeti) je prezidentská republika, která se ve své Ústavě definuje jako demokratická, sekulární republika a jako právní a sociální stát s důrazem na lidská práva a vlastenectví. V současnosti platná ústava byla přijata 18. října 1982 a v roce 2017 byla podstatně novelizována, kdy došlo ke změně parlamentního systému na prezidentský.
Od roku 2014 je v čele Turecka prezident Recep Tayyip Erdoğan, který je označován za diktátora či autoritáře.

## Výkonná moc

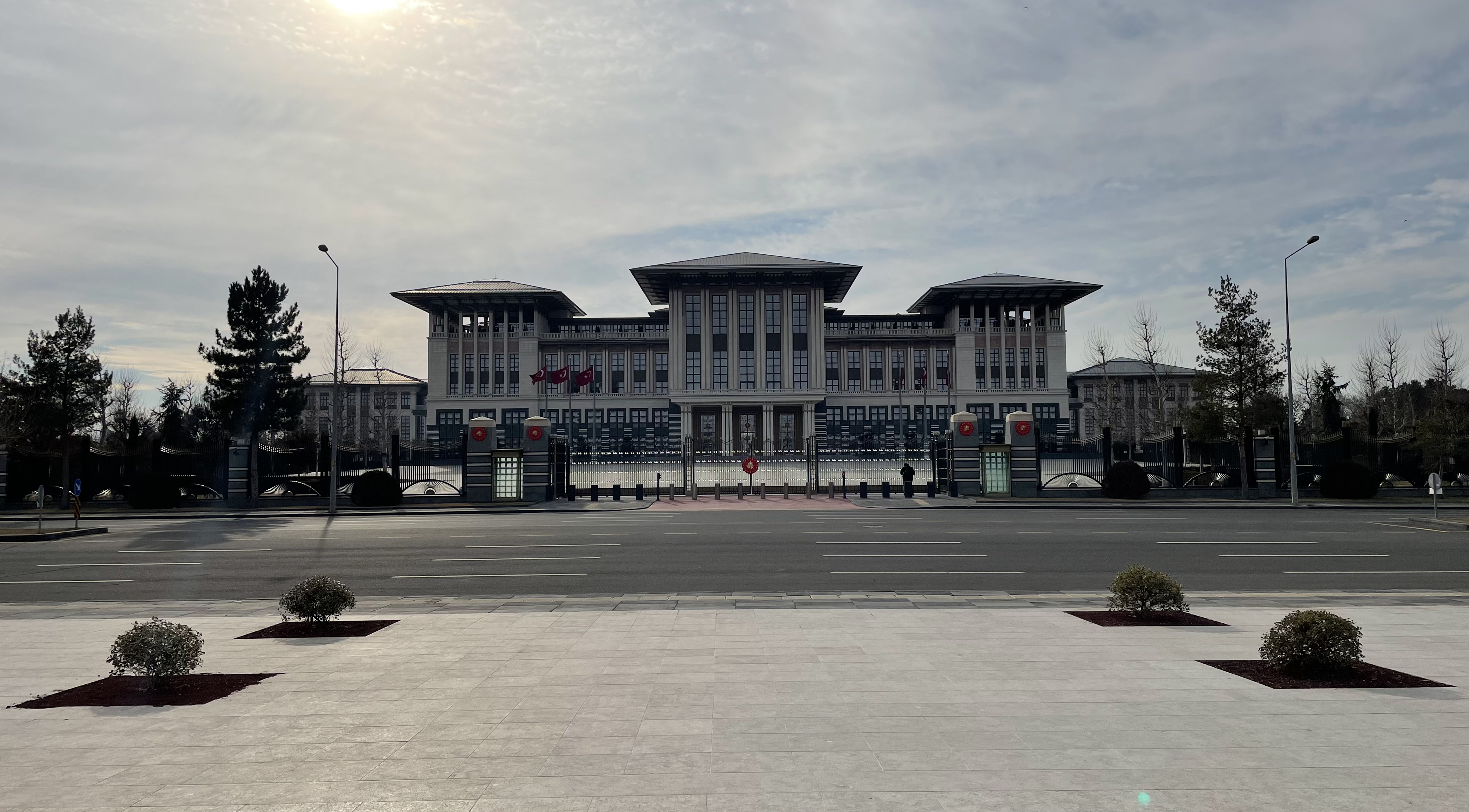
Prezidentský palác v Ankaře, 2022

Prezident je hlavou státu i vlády a je volen přímo občany na pětileté funkční období s možností jednoho znovuzvolení. Prezident jmenuje viceprezidenty a ministry, kteří jsou odpovědní přímo jemu. Mezi pravomoci prezidenta patří:
- Jmenovat a odvolávat viceprezidenty a ministry.
- Vydávat nařízení s mocí zákona, která však nesmějí zasahovat do oblastí vyhrazených parlamentu.
- Zastupovat Turecko v zahraniční politice a uzavírat mezinárodní smlouvy.
- Vyhlásit v případě nutnosti výjimečný stav a přijímat mimořádná opatření.
- Jmenovat vysoké státní úředníky a vedoucí soudů.
- Zastávat pozici vrchního velitele ozbrojených sil.

## Zákonodárná moc

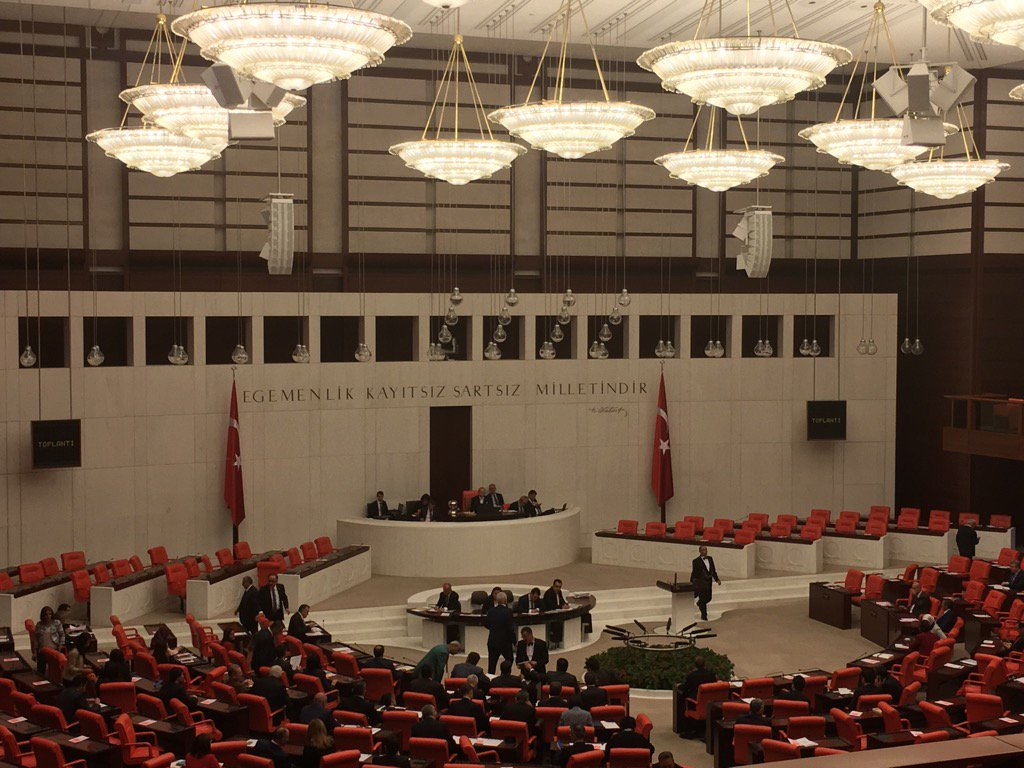
Zasedání parlamentu, 2016

Přijímání legislativy zabezpečuje Velké národní shromáždění. To je tvořeno jednou komorou, která má 600 poslanců volených přímo prostřednictvím poměného systému na pětileté volební období. Mezi pravomoci parlamentu patří:
- Přijímat, měnit a rušit zákony.
- Schvalovat státní rozpočet a finanční plány.
- Schvalovat mezinárodní smlouvy.
- Rozhodnout v případě nutnosti o vyhlášení války.
- Dohlížet na činnost vlády; nemůže jí však vyslovit nedůvěru.

Ústava umožňuje zahájit parlamentní vyšetřování prezidenta v případě podezření, že spáchal trestný čin. Návrh na zahájení vyšetřování musí předložit nadpoloviční většina poslanců a vyšetřování musí schválit tři pětiny všech poslanců. Pokud je vyšetřování schváleno, vznikne výbor 15 poslanců, který vede vyšetřování a do 3 měsíců předloží shromáždění výsledky. Poté se hlasuje o podání žaloby k Nejvyššímu trestnímu tribunálu, kde je nutný souhlas dvou třetin všech poslanců. Pokud soudní proces před Nejvyšším trestním tribunálem vede k shledání prezidenta vinným z trestného činu, který znemožňuje jeho znovuzvolení, jeho mandát automaticky zaniká. Tato ustanovení se vztahují i na trestné činy spáchané během výkonu funkce i po jejím skončení.

## Soudní moc

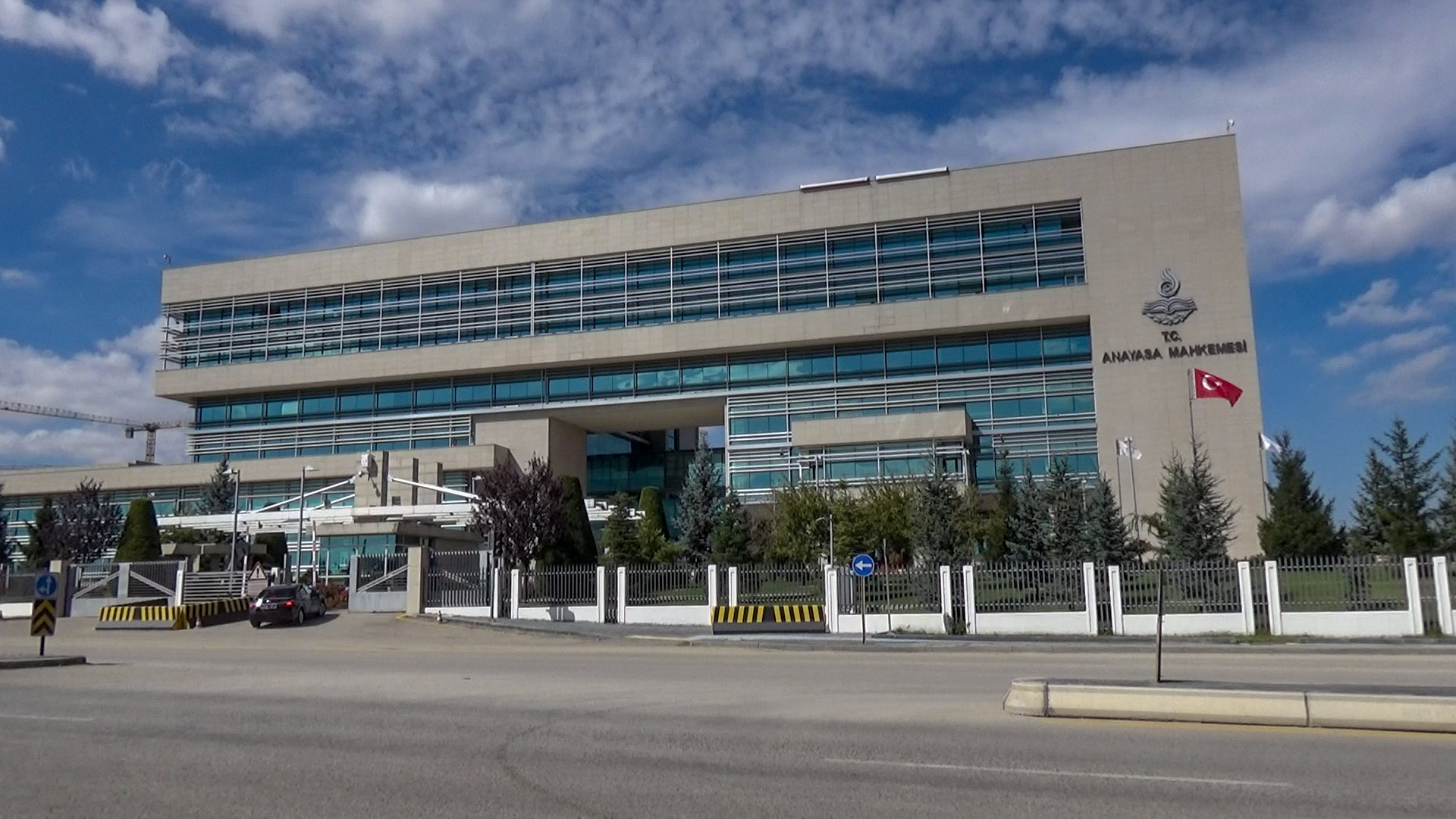
Sídlo Ústavního soudu v Ankaře, 2020

Soudní systém je nezávislý a zahrnuje Ústavní soud, který dohlíží na soulad zákonů s ústavou, a další soudy obecné a správní jurisdikce. Soudci jsou jmenováni na základě odborných kvalifikací a mají zaručenu nezávislost při výkonu své funkce. V pravomoci soudů je:
- Posuzuje soulad zákonů a vládních nařízení s ústavou.
- Soudy řeší trestní, civilní a správní spory.
- Ústavní soud posuzuje útoky proti ústavnímu pořádku.
- Soudci jsou jmenováni na základě odborných kvalifikací a mají zaručenou nezávislost.

## Politické strany a volby
Politickému systému dominují především na dvě velké strany AKP a CHP. Vedle těchto tradičních stran má na tureckou politiku významný vliv armáda. Ta si osobuje právo zasáhnout při domnění, že je ohrožen sekulární ráz republiky. Tak se již stalo v letech 1960, 1971, 1980, 1997. Vojenští generálové se pravidelně ocitají v televizních debatách a angažují se v turecké politice. V roce 2007 armáda rozpoutala politickou krizi, jež vyvrcholila předčasnými volbami. Od roku 2014 dominuje turecké politice prezident Erdogan ze strany AKP, který v roce 2016 prosadil sloučení pozice předsedy vlády a prezidenta, a následně funkci obhájil ve volbách roku 2018 a 2023.

### Volební systém
Volby do Velkého národního shromáždění se konají podle principu poměrného volebního systému. Poslanecké mandáty jsou rozdělovány stranám podle poměru hlasů  D'Hondtovou metodou. Uzavírací klauzule je poměrně vysoká, do roku 2023 byla 10 %; po reformě volebního zákona se mandáty se rozdělují mezi strany, které získaly více než 7 % hlasů. Prezidentské volby se konají podle principu dvoukolového volebního systému. Ke zvolení v prvním kole je nutné získat nadpoloviční většinu všech hlasů. Případné druhé kolo, do kterého postupují dva nejsilnější kandidáti, se koná o dva týdny později. 
Volební období prezidenta a Velkého národního shromáždění je shodně 5 let. Řádné volby se konají ve shodném termínu, tedy parlamentní volby jsou ve stejný den jako první kolo prezidentských. Stejně tak se prezidentské i parlamentní volby konají současně v případě předčasných voleb, které svým rozhodnutím může vyhlásit buď prezident nebo třípětinová většina v parlamentu. Prezident však nesmí vyhlásit předčasné volby, pokud byl parlamentem obžalován, a to v období od schválení obžaloby až do rozhodnutí soudu. Pokud se z jakéhokoliv důvodů uprázdní prezidentská funkce (odvoláním, rezignací, smrtí), mohou nastat dvě možnosti:
- Pokud do konce volebního období zbývá více než jeden rok, konají se do 45 dní předčasné prezidentské volby. Takto zvolený prezident vykonává funkci do řádného termínu voleb, kdy se konají prezidentské i parlamentní volby současně.
- Pokud do konce volebního období zbývá méně než jeden rok, konají se do 45 dní předčasné prezidentské i parlamentní volby současně.